# Ансов, Пётр Янович
Пётр Янович Ансов (31 июля 1926, Тула — 24 июля 2003, Щёкино, Тульская область) — советский хозяйственный деятель. Герой Социалистического Труда (1976).

## Биография
Родился в 1926 году в Туле.
С 1947 года — на хозяйственной, общественной и политической работе. В 1947—1983 гг. — инженерный и хозяйственный работник во вновь организованном управлении строительства Щёкинского газового завода, начальник строительного управления, управляющий трестом «Щёкингазстрой» Министерства строительства предприятий нефтяной и газовой промышленности СССР, заместитель директора в Щёкинском филиале ОКБА НПО «Химавтоматика».
Указом Президиума Верховного Совета СССР от 5 марта 1976 года присвоено звание Героя Социалистического Труда с вручением ордена Ленина и золотой медали «Серп и Молот».
Почётный гражданин города Щёкино.
Умер в Щёкино в 2003 году. 
Член КПСС.